# Sveriges landsbygdsminister
Sveriges landsbygdsminister, formellt statsråd och chef för Landsbygds- och infrastrukturdepartementet, är titeln på det statsråd som är chef för Landsbygds- och infrastrukturdepartementet i Sverige. Landsbygdsministern ansvarar för Sveriges jordbrukspolitik och landsbygdsfrågor, det vill säga jordbruks-, livsmedels-, skogs-, djur-, same- och fiskefrågor samt landsbygdsutveckling.
Ämbetet benämndes Sveriges jordbruksminister fram till oktober 2010, då det fick sitt nuvarande namn. Den 1 januari 2011 ändrades i anslutning därtill namnet på departementet från Jordbruksdepartementet till Landsbygdsdepartementet. 
Landbygdsdepartementet lades ner vid årsskiftet 2014/2015 när landsbygdsfrågorna flyttas till Näringsdepartementet och landsbygdsministern var därefter inte längre departementschef. Ämbetet som landsbygdsminister var avskaffat under en period 2021, när ansvarsområdena handhades av näringsministern, men när Magdalena Andersson bildade ny regering i november 2021 återinförde hon ministerportföljen. När regeringen Kristersson tillträdde 2022 beslutades att landsbygdsministern återigen skulle vara departementschef. Departementet återinrättades med start 1 januari 2023, och fick nu namnet Landsbygds- och infrastrukturdepartementet.
Sveriges första jordbruksminister, Theodor Odelberg, utnämndes år 1900. Dessförinnan hade jordbruks- och fiskefrågor handlagts av civilministern. Axel Pehrsson-Bramstorp (bondeförbundare) är den jordbruksminister som har innehaft ämbetet under längst tid, 9 år och 42 dagar. Från 1932 och fram till 2022 tillhörde landsbygdsministern antingen Socialdemokraterna eller Bondeförbundet/Centerpartiet, med undantag av folkpartisten Eric Enlund 1978–1979.

## Lista över Sveriges landsbygdsministrar

### Jordbruksministrar 1900–2010
| Namn        | Namn                     | Bild                               | Födelse                                                       | Tillträde         | Frånträde         | Död                                                                   | Politisk tillhörighet     | Regering           | Källor |
| ----------- | ------------------------ | ---------------------------------- | ------------------------------------------------------------- | ----------------- | ----------------- | --------------------------------------------------------------------- | ------------------------- | ------------------ | ------ |
|             | Theodor Odelberg         |                                    | 21 december 1847                                              | 31 mars 1900      | 2 augusti 1905    | 15 februari 1938                                                      | Protektionistiska partiet | Boström I          |        |
| von Otter   | Theodor Odelberg         |                                    | 21 december 1847                                              | 31 mars 1900      | 2 augusti 1905    | 15 februari 1938                                                      | Protektionistiska partiet |                    |        |
| Boström II  | Theodor Odelberg         |                                    | 21 december 1847                                              | 31 mars 1900      | 2 augusti 1905    | 15 februari 1938                                                      | Protektionistiska partiet |                    |        |
| Ramstedt    | Theodor Odelberg         |                                    | 21 december 1847                                              | 31 mars 1900      | 2 augusti 1905    | 15 februari 1938                                                      | Protektionistiska partiet |                    |        |
|             | Alfred Petersson         |                                    | 25 juni 1860 i Söderåkra i Torsås i Småland                   | 2 augusti 1905    | 7 november 1905   |                                                                       | Högerpartiet              | Lundeberg          |        |
|             | Gösta Tamm               |                                    | 15 april 1866 i Films socken i Östhammar i Uppland            | 7 november 1905   | 29 maj 1906       | 13 juli 1931 i Stockholm                                              | Oberoende liberal         | Staaff I           |        |
|             | Alfred Petersson         |                                    |                                                               | 29 maj 1906       | 17 mars 1909      |                                                                       | Högerpartiet              | Lindman I          |        |
|             | Oscar Nylander           |                                    | 4 december 1853 i Tranemo i Västergötland                     | 17 mars 1909      | 7 oktober 1911    | 26 december 1920 i Revesjö socken i Svenljunga kommun i Västergötland | Högerpartiet              | Lindman I          |        |
|             | Alfred Petersson         |                                    |                                                               | 7 oktober 1911    | 17 februari 1914  |                                                                       | Oberoende liberal         | Staaff II          |        |
|             | Johan Beck-Friis         | Johan Beck-Friis längst till höger | 25 januari 1862 i Stockholm                                   | 17 februari 1914  | 30 mars 1917      | 6 juli 1929                                                           | Opolitisk                 | Hammarskjöld       |        |
|             | Knut Dahlberg            |                                    | 23 maj 1877 i Malmö i Skåne                                   | 30 mars 1917      | 19 oktober 1917   | 10 februari 1949                                                      | Högerpartiet              | Swartz             |        |
|             | Alfred Petersson         |                                    |                                                               | 19 oktober 1917   | 10 mars 1920      | 11 oktober 1920 i Söderåkra i Torsås i Småland                        | Oberoende liberal         | Edén               |        |
|             | Olof Nilsson             |                                    | 6 juli 1863 i Tånga i Välinge i Skåne                         | 10 mars 1920      | 27 oktober 1920   | 9 juni 1928                                                           | Socialdemokraterna        | Branting I         |        |
|             | Nils Hansson             |                                    | 8 mars 1867 i Djurslöv i Staffanstorp i Skåne                 | 27 oktober 1920   | 13 oktober 1921   | 19 mars 1945                                                          | Opolitisk                 | De Geer d.y.       |        |
| von Sydow   | Nils Hansson             |                                    | 8 mars 1867 i Djurslöv i Staffanstorp i Skåne                 | 27 oktober 1920   | 13 oktober 1921   | 19 mars 1945                                                          | Opolitisk                 |                    |        |
|             | Sven Linders             |                                    | 14 februari 1873 i Nevishög i Staffanstorp i Skåne            | 13 oktober 1921   | 19 april 1923     |                                                                       | Socialdemokraterna        | Branting II        |        |
|             | David Pettersson         |                                    | 9 december 1866 i Kumla socken i Mjölby kommun i Östergötland | 19 april 1923     | 18 oktober 1924   | 11 juni 1957 i Bjälbo i Skänninge i Östergötland                      | Högerpartiet              | Trygger            |        |
|             | Sven Linders             |                                    |                                                               | 18 oktober 1924   | 7 juni 1926       | 16 december 1932                                                      | Socialdemokraterna        | Branting III       |        |
| Sandler     | Sven Linders             |                                    |                                                               | 18 oktober 1924   | 7 juni 1926       | 16 december 1932                                                      | Socialdemokraterna        |                    |        |
|             | Paul Hellström           |                                    | 8 januari 1866 i Umeå i Västerbotten                          | 7 juni 1926       | 3 juli 1927       | 3 juli 1927                                                           | Frisinnade folkpartiet    | Ekman I            |        |
|             | Bo von Stockenström      |                                    | 26 januari 1887 i Stockholm                                   | 12 juli 1927      | 2 oktober 1928    |                                                                       | Frisinnade folkpartiet    | Ekman I            |        |
|             | Johan Bernhard Johansson |                                    | 23 september 1877 i Torup i Hylte i Halland                   | 2 oktober 1928    | 7 juni 1930       | 4 september 1949                                                      | Högerpartiet              | Lindman II         |        |
|             | Bo von Stockenström      |                                    |                                                               | 7 juni 1930       | 24 september 1932 | 31 mars 1962 i Daga församling i Gnesta i Södermanland                | Frisinnade folkpartiet    | Ekman II           |        |
|             | Per Edvin Sköld          |                                    | 25 maj 1891 i Svedala i Skåne                                 | 24 september 1932 | 19 juni 1936      | 13 september 1972 i Norra Rörum i Höör i Skåne                        | Socialdemokraterna        | Hansson I          |        |
|             | Axel Pehrsson-Bramstorp  |                                    | 19 augusti 1883 i Öja utanför Ystad i Skåne                   | 19 juni 1936      | 31 juli 1945      | 19 februari 1954 i Lilla Isie i Skåne                                 | Bondeförbundet            | Pehrsson-Bramstorp |        |
| Hansson II  | Axel Pehrsson-Bramstorp  |                                    | 19 augusti 1883 i Öja utanför Ystad i Skåne                   | 19 juni 1936      | 31 juli 1945      | 19 februari 1954 i Lilla Isie i Skåne                                 | Bondeförbundet            |                    |        |
| Hansson III | Axel Pehrsson-Bramstorp  |                                    | 19 augusti 1883 i Öja utanför Ystad i Skåne                   | 19 juni 1936      | 31 juli 1945      | 19 februari 1954 i Lilla Isie i Skåne                                 | Bondeförbundet            |                    |        |
|             | Per Edvin Sköld          |                                    |                                                               | 31 juli 1945      | 29 oktober 1948   | 13 september 1972 i Norra Rörum i Höör i Skåne                        | Socialdemokraterna        | Hansson IV         |        |
| Erlander I  | Per Edvin Sköld          |                                    |                                                               | 31 juli 1945      | 29 oktober 1948   | 13 september 1972 i Norra Rörum i Höör i Skåne                        | Socialdemokraterna        |                    |        |
|             | Gunnar Sträng            |                                    | 23 december 1906 i Järfälla i Uppland                         | 30 oktober 1948   | 1 oktober 1951    | 7 mars 1992 i Stockholm                                               | Socialdemokraterna        |                    |        |
|             | Sam B. Norup             |                                    | 19 maj 1896 i Knislinge i Östra Göinge härad i Skåne          | 1 oktober 1951    | 1 februari 1957   | 5 juli 1973 i Knislinge i Östra Göinge i Skåne                        | Bondeförbundet            | Erlander II        |        |
|             | Bernhard Näsgård         |                                    | 16 april 1891 i Österfärnebo i Sandviken i Gästrikland        | 1 februari 1957   | 8 juli 1957       | 8 juli 1957                                                           | Bondeförbundet            | Erlander II        |        |
|             | Nils G. Hansson          |                                    | 14 mars 1902 i Skegrie i Trelleborg i Skåne                   | 29 juli 1957      | 31 oktober 1957   | 2 februari 1981 i Skegrie i Trelleborg i Skåne                        | Bondeförbundet            | Erlander II        |        |
|             | Gösta Netzén             |                                    | 30 januari 1908 i Valbo i Gävle kommun i Gästrikland          | 31 oktober 1957   | 24 november 1961  | 20 juni 1984 i Ystad i Skåne                                          | Socialdemokraterna        | Erlander III       |        |
|             | Eric Holmqvist           |                                    | 2 februari 1917 i Svalöv i Skåne                              | 25 november 1961  | 24 januari 1969   | 5 juni 2009                                                           | Socialdemokraterna        | Erlander III       |        |
|             | Ingemund Bengtsson       |                                    | 30 januari 1919 i Veddige i Varberg i Halland                 | 25 januari 1969   | 2 november 1973   | 12 april 2000 i Varberg i Halland                                     | Socialdemokraterna        | Erlander III       |        |
| Palme I     | Ingemund Bengtsson       |                                    | 30 januari 1919 i Veddige i Varberg i Halland                 | 25 januari 1969   | 2 november 1973   | 12 april 2000 i Varberg i Halland                                     | Socialdemokraterna        |                    |        |
|             | Svante Lundkvist         |                                    | 20 juli 1919 i Eskilstuna i Södermanland                      | 3 november 1973   | 8 oktober 1976    |                                                                       | Socialdemokraterna        |                    |        |
|             | Anders Dahlgren          |                                    | 23 december 1925 i Östra Ed i Valdemarsvik i Småland          | 8 oktober 1976    | 18 oktober 1978   |                                                                       | Centerpartiet             | Fälldin I          |        |
|             | Eric Enlund              |                                    | 9 april 1918 i Enåkers socken i Heby i Uppland                | 18 oktober 1978   | 12 oktober 1979   | 17 mars 2011 i Tärnsjö i Heby i Uppland                               | Folkpartiet               | Ullsten            |        |
|             | Anders Dahlgren          |                                    |                                                               | 12 oktober 1979   | 4 oktober 1982    | 24 mars 1986 i Valdemarsvik i Småland                                 | Centerpartiet             | Fälldin II         |        |
| Fälldin III | Anders Dahlgren          |                                    |                                                               | 12 oktober 1979   | 4 oktober 1982    | 24 mars 1986 i Valdemarsvik i Småland                                 | Centerpartiet             |                    |        |
|             | Claes Elmstedt           |                                    | 31 mars 1928 i Ronneby i Blekinge                             | 4 oktober 1982    | 8 oktober 1982    | 14 februari 2018                                                      | Centerpartiet             |                    |        |
|             | Svante Lundkvist         |                                    |                                                               | 8 oktober 1982    | 9 oktober 1986    | 9 juli 1991 i Eskilstuna i Södermanland                               | Socialdemokraterna        | Palme II           |        |
| Carlsson I  | Svante Lundkvist         |                                    |                                                               | 8 oktober 1982    | 9 oktober 1986    | 9 juli 1991 i Eskilstuna i Södermanland                               | Socialdemokraterna        |                    |        |
|             | Mats Hellström           |                                    | 12 januari 1942 i Stockholm                                   | 10 oktober 1986   | 4 oktober 1991    |                                                                       | Socialdemokraterna        |                    |        |
| Carlsson II | Mats Hellström           |                                    | 12 januari 1942 i Stockholm                                   | 10 oktober 1986   | 4 oktober 1991    |                                                                       | Socialdemokraterna        |                    |        |
|             | Karl Erik Olsson         |                                    | 23 februari 1938 i Helsingborg i Skåne                        | 4 oktober 1991    | 7 oktober 1994    | 23 januari 2021 i Sösdala                                             | Centerpartiet             | C. Bildt           |        |
|             | Margareta Winberg        |                                    | 13 augusti 1947 i Sjuntorp i Västergötland                    | 7 oktober 1994    | 22 mars 1996      |                                                                       | Socialdemokraterna        | Carlsson III       |        |
|             | Annika Åhnberg           |                                    | 7 november 1949 i Ulricehamn i Västergötland                  | 22 mars 1996      | 7 oktober 1998    | 18 juni 2025 i Ingelstorps distrikt i Ystads kommun                   | Socialdemokraterna        | Persson            |        |
|             | Margareta Winberg        |                                    |                                                               | 7 oktober 1998    | 21 oktober 2002   |                                                                       | Socialdemokraterna        | Persson            |        |
|             | Ann-Christin Nykvist     |                                    | 4 april 1948 i Stockholm                                      | 21 oktober 2002   | 6 oktober 2006    |                                                                       | Socialdemokraterna        | Persson            |        |
|             | Eskil Erlandsson         |                                    | 25 januari 1957 i Torpa i Ljungby kommun i Småland            | 6 oktober 2006    | 5 oktober 2010    |                                                                       | Centerpartiet             | Reinfeldt          |        |
| Namn        | Namn                     | Bild                               | Födelse                                                       | Tillträde         | Frånträde         | Död                                                                   | Politisk tillhörighet     | Regering           | Källor |

### Landsbygdsministrar 2010–2021
| Namn                                                                              | Namn                  | Bild | Födelse                                            | Tillträde        | Frånträde       | Död | Politisk tillhörighet | Regering    | Källor |
| --------------------------------------------------------------------------------- | --------------------- | ---- | -------------------------------------------------- | ---------------- | --------------- | --- | --------------------- | ----------- | ------ |
|                                                                                   | Eskil Erlandsson      |      | 25 januari 1957 i Torpa i Ljungby kommun i Småland | 5 oktober 2010   | 3 oktober 2014  |     | Centerpartiet         | Reinfeldt   |        |
|                                                                                   | Sven-Erik Bucht       |      | 28 december 1954                                   | 3 oktober 2014   | 21 januari 2019 |     | Socialdemokraterna    | Löfven I    |        |
|                                                                                   | Jennie Nilsson        |      | 25 januari 1972                                    | 21 januari 2019  | 30 juni 2021    |     | Socialdemokraterna    | Löfven II   |        |
|                                                                                   | Ibrahim Baylan (t.f.) |      | 15 mars 1972                                       | 30 juni 2021     | 9 juli 2021     |     | Socialdemokraterna    | Löfven II   |        |
| Frågorna övertogs av näringsministern i Regeringen Löfven III och ämbetet utgick. |                       |      |                                                    |                  |                 |     |                       |             |        |
|                                                                                   | Anna-Caren Sätherberg |      | 5 oktober 1964                                     | 30 november 2021 | 18 oktober 2022 |     | Socialdemokraterna    | Andersson   |        |
|                                                                                   | Peter Kullgren        |      | 17 maj 1981                                        | 18 oktober 2022  |                 |     | Kristdemokraterna     | Kristersson |        |

### Statsråd med ansvar för landsbygdsfrågor 2021–2021
| Namn | Namn           | Bild | Födelse      | Tillträde   | Frånträde        | Död | Politisk tillhörighet | Regering   | Källor |
| ---- | -------------- | ---- | ------------ | ----------- | ---------------- | --- | --------------------- | ---------- | ------ |
|      | Ibrahim Baylan |      | 15 mars 1972 | 9 juli 2021 | 30 november 2021 |     | Socialdemokraterna    | Löfven III |        |